# Jang Yeong
Jang Yeong (koreanisch 장영; * 12. Februar 1934) ist ein ehemaliger südkoreanischer Eisschnellläufer.
Yeong nahm von 1954 bis 1960 an internationalen Wettbewerben teil. Dabei belegte er bei der Mehrkampfweltmeisterschaft 1954 in Sapporo den 17. Platz und bei der Mehrkampfweltmeisterschaft 1956 in Oslo den 25. Rang im Großen Vierkampf. Bei Olympischen Winterspielen lief er im Jahr 1956 in Cortina d’Ampezzo auf den 29. Platz über 1500 m, auf den 28. Rang über 500 m sowie auf den 23. Platz über 5000 m und im Jahr 1960 in Squaw Valley auf den 44. Platz über 500 m sowie auf den 41. Rang über 1500 m.

## Persönliche Bestleistungen
| Disziplin | Zeit       | Datum           | Ort         |
| --------- | ---------- | --------------- | ----------- |
| 500 m     | 43,3 s     | 22. Januar 1956 | Misurinasee |
| 1000 m    | 1:29,5 min | 22. Januar 1956 | Misurinasee |
| 1500 m    | 2:16,7 min | 30. Januar 1956 | Misurinasee |
| 3000 m    | 5:01,7 min | 22. Januar 1956 | Misurinasee |
| 5000 m    | 8:17,6 min | 22. Januar 1956 | Misurinasee |